# マイラ・ヘス
マイラ・ヘス（Dame Myra Hess DBE, 1890年2月25日 - 1965年11月25日）は、英国のピアニスト。

## 人物・来歴
1890年、ロンドンでユダヤ系の家庭に生まれる。王立音楽アカデミーに学び、1907年にベートーヴェンのピアノ協奏曲第4番を演奏してデビュー。その後、イギリスと北米で演奏旅行に取り組む。第二次世界大戦中にすべての演奏会場が閉鎖されると、ロンドンのナショナル・ギャラリーなどでランチタイム・コンサートを企画して、自ら演奏家として出演し、大きな評判を呼んだ。この功績に対して、1941年にデイムの称号を授与された。
特にモーツァルトやベートーヴェン、シューマンの演奏家として有名だが、ドメニコ・スカルラッティから現代音楽に至るまでレパートリーは幅広く、ハワード・ファーガソンのピアノ・ソナタやピアノ協奏曲の初演者でもある。従姉のアイリーン・シャラーと組んだピアノ・デュオや、室内楽でも活躍した。ヘスがバッハのカンタータから編曲した「主よ、人の望みの喜びよ」は現在も広く愛奏されている。
1961年に脳梗塞のため演奏活動の引退を余儀なくされたが、晩年までスティーヴン・コヴァセヴィチなどの弟子を育てた。
1965年にロンドンの自宅で心臓発作のため死去。75歳没。
結婚することなく、生涯独身を貫いた。

### 家族・親族
同じくピアニストのハリエット・コーエンともいとこ同士にあたる。